# جون فورد كولي
جون فورد كولي (بالإنجليزية: John Ford Coley)‏ هو عازف بيانو وكاتب أغاني وعازف قيثارة ومغني ومغن مؤلف أمريكي، ولد في 13 أكتوبر 1948 في دالاس في الولايات المتحدة.

## وصلات خارجية
- الموقع الرسمي
- جون فورد كولي على موقع IMDb (الإنجليزية)
- جون فورد كولي على موقع ميوزك برينز (الإنجليزية)
- جون فورد كولي على موقع ديسكوغز (الإنجليزية)
- جون فورد كولي على موقع ديسكوغز (الإنجليزية)
- جون فورد كولي على موقع قاعدة بيانات الفيلم (الإنجليزية)